# Celso Costantini
Celso Benigno Luigi Costantini (ur. 3 kwietnia 1876 w Castion di Zoppola, zm. 17 października 1958 w Rzymie) – włoski duchowny katolicki, wysoki urzędnik Kurii Rzymskiej, kardynał.
W roku 1892 rozpoczął naukę w seminarium w Portoguaro. W latach 1897–1899 kształcił się na rzymskich uniwersytetach Accademia di S. Tommaso a także Uniwersytecie della Minerva. Uzyskał doktoraty z filozofii i teologii na Uniwersytecie Gregoriańskim. Święcenia kapłańskie przyjął 26 grudnia 1899 w Portoguaro. Pracował następnie duszpastersko w diecezji Concordia. W czasie I wojny światowej był kapelanem armii włoskiej. Po zakończeniu wojny był m.in. dyrektorem Muzeum Archeologicznego w Aquileria a także administratorem apostolskim w Fiume.
22 lipca 1921 mianowany tytularnym biskupem Gerapoli. Sakrę otrzymał 24 sierpnia z rąk kardynała Pietro La Fontaine, patriarchy Wenecji. Od roku 1922 był pierwszym delegatem apostolskim do Chin, gdzie odegrał znaczącą rolę w rozwoju tamtejszego Kościoła (zwołał pierwszą konferencję biskupów chińskich w 1924, powołał wiele seminariów i kongregacji, a także przyczynił się do wyniesienia do godności biskupiej pierwszych Chińczyków w 1926, do tej pory bowiem, biskupami zostawali wyłącznie misjonarze). W roku 1933 powrócił do ojczyzny i został sekretarzem w Kongregacji Rozkrzewiania Wiary. Pozostał na tym stanowisku do roku 1954, kiedy to został Kanclerzem Świętego Kościoła Rzymskiego. Rok wcześniej otrzymał z rąk Piusa XII kapelusz kardynalski.
Zmarł w okresie sediswakancji po śmierci papieża podczas teoretycznie niegroźnej operacji prostaty. Pochowany w rodzinnej miejscowości obok swego brata ks. Giovanniego (1880-1956). Był jednym z pierwszych wysokich przedstawicieli Kościoła, którzy doceniali znaczenie rozwijających się Kościołów lokalnych na całym świecie. Był zwolennikiem mianowania biskupami rdzennych mieszkańców, a także umiędzynarodowienia kolegium kardynalskiego.